# 24 يناير
- السبت
- الأحد
- الاثنين
- الثلاثاء
- الأربعاء
- الخميس
- الجمعة

- 2827 جمادى الآخرة 1446  هـ
- 2928 جمادى الآخرة 1446  هـ
- 3029 جمادى الآخرة 1446  هـ
- 3130 جمادى الآخرة 1446  هـ
- 11 رجب 1446  هـ
- 22 رجب 1446  هـ
- 33 رجب 1446  هـ
- 44 رجب 1446  هـ
- 55 رجب 1446  هـ
- 66 رجب 1446  هـ
- 77 رجب 1446  هـ
- 88 رجب 1446  هـ
- 99 رجب 1446  هـ
- 1010 رجب 1446  هـ
- 1111 رجب 1446  هـ
- 1212 رجب 1446  هـ
- 1313 رجب 1446  هـ
- 1414 رجب 1446  هـ
- 1515 رجب 1446  هـ
- 1616 رجب 1446  هـ
- 1717 رجب 1446  هـ
- 1818 رجب 1446  هـ
- 1919 رجب 1446  هـ
- 2020 رجب 1446  هـ
- 2121 رجب 1446  هـ
- 2222 رجب 1446  هـ
- 2323 رجب 1446  هـ
- 2424 رجب 1446  هـ
- 2525 رجب 1446  هـ
- 2626 رجب 1446  هـ
- 2727 رجب 1446  هـ
- 2828 رجب 1446  هـ
- 2929 رجب 1446  هـ
- 3030 رجب 1446  هـ
- 311 شعبان 1446  هـ

24 يناير أو 24 كانون الثاني أو يوم 24\1 (اليوم الرابع والعشرون من الشهر الأوَّل) هو اليوم الرابع والعشرون (24) من السنة وفقًا للتقويم الميلادي الغربي (الغريغوري). يبقى بعده 341 يومًا لانتهاء السنة، أو 342 يومًا في السنوات الكبيسة.

## أحداث
- 661 - علي بن أبي طالب رابع الخلفاء الراشدين، يتعرض للطعن بسيف مسموم أثناء أداءه صلاة الفجر على يد عبد الرحمن بن ملجم، ووفاته بعدها بثلاثة أيام.
- 1800 - توقيع اتفاقية العريش بين الجنرال كليبر والعثمانيين بخصوص جلاء الفرنسيين عن مصر.
- 1848 - اكتشاف الذهب في ولاية كاليفورنيا.
- 1908 - بدأ حركة الكشافة للفتيان في إنجلترا.
- 1924 - تغيير اسم مدينة سانت بطرسبرغ إلى لينينغراد.
- 1943 - فرانكلين روزفلت وونستون تشرشل يختتمان اجتماعهما في الدار البيضاء بالمغرب وذلك أثناء الحرب العالمية الثانية.
- 1946 - الجمعية العامة للأمم المتحدة تصدر قرارًا توصي فيه بالاستخدام السلمي للطاقة النووية وذلك بعد قيام الولايات المتحدة بتفجير قنبلتين نوويتين فوق مدينتي هيروشيما وناغازاكي اليابانيتين.
- 1953 - أديب الشيشكلي يعتقل عدداً من المعارضين الذين حضروا مؤتمر حمص في منزل هاشم الأتاسي.
- 1965 - إلقاء القبض على الجاسوس الإسرائيلي إيلي كوهين في دمشق.
- 1972 - انقلاب في إمارة الشارقة قام به حاكم الإمارة السابق الشيخ صقر بن سلطان القاسمي وذلك لاسترداد الحكم من ابن عمه الشيخ خالد بن محمد القاسمي، وقد أدى الانقلاب إلى مقتل الشيخ خالد وتسلم الشيخ صقر للحكم مرة أخرى.
- 1981 - انعقاد مؤتمر القمة الإسلامية في الطائف في المملكة العربية السعودية.
- 1983 - سقوط القمر الصناعي السوفيتي «كوزموس» في المحيط الهادئ.
- 1999 - إسرائيل تبدأ في استغلال قبة الصخرة وذلك بإعلان نشرته وزارة السياحة في حملة دعائية للسياحة في إسرائيل.
- 2002 - اغتيال القيادي السابق في حزب الكتائب اللبنانية إيلي حبيقة بتفجير عبوة ناسفة في بيروت.
- 2006 - مجلس الأمة الكويتي يصوت بالإجماع على إعفاء أمير الدولة الشيخ سعد العبد الله الصباح من منصبه لعدم قدرته الصحية ونقل السلطات الأميرية إلى مجلس الوزراء وذلك حسب الدستور، ومجلس الوزراء بعد نقل السلطات الأميرية إليه يسمي رئيسه الشيخ صباح الأحمد الصباح أميرًا للكويت ويرفع التسمية إلى مجلس الأمة لعقد جلسة المبايعة.
- 2011 - تفجير عنيف يهز مطار دوموديدوفو الدولي في موسكو يودي بحياة 35 شخصًا ويلحق إصابات بالعشرات.
- 2012 -
  - صدور بيان باسم مجموعة جديدة باسم جبهة النصرة لأهل الشام يعلن مسؤوليتها عن هجمات ضد أهداف عسكرية ومدنية في دمشق ومحيطها.
  - رئيس المجلس الأعلى للقوات المسلحة المشير محمد حسين طنطاوي يعلن إنهاء حالة الطوارئ المفروضة بالبلاد منذ عام 1981 وذلك قبل يوم من الذكرى الأولى لإندلاع ثورة 25 يناير.
  - عيسى قاسم يدعو لبدء فعالية قبضة الثائرين في البحرين.
- 2017 - اختتام محادثات أستانة للسلام في سوريا التي جرت بين ممثلين عن النظام السوري وعدد من فصائل المعارضة المسلحة، برعاية دولية.
- 2020 - زلزال بقوة 6.7 درجة يضرب ولاية معمورة العزيز في شرق الأناضول في تركيا، ووفاة 22 شخصًا وإصابة المئات.
- 2022 - بدء التصويت في انتخابات الرئاسة الإيطالية لاختيار الرئيس الثالث عشر للجمهورية الإيطالية.

## مواليد
- 76 - هادريان، إمبراطور روماني.
- 1712 - فريدرش العظيم، ملك بروسي.
- 1732 - بيير بومارشيه، كاتب مسرحي فرنسي.
- 1733 - بنيامين لينكون، ضابط أمريكي من الذين خاضوا حرب الاستقلال.
- 1746 - غوستاف الثالث، ملك سويدي.
- 1776 - إرنست هوفمان، كاتب ألماني.
- 1848 - فاسيلي سوريكوف، رسام روسي.
- 1872 - موريس ترافرس، عالم كيمياء بريطاني ومؤسس المعهد الهندي للعلوم.
- 1891 - فالتر مودل، قائد عسكري ألماني.
- 1897 - فكري ياسين، أديب وعالم أزهري مصري.
- 1900 - ثيودوسيوس دوبجانسكي، عالم وراثة وأحياء تطورية أمريكي من أصل أوكراني.
- 1909 - مارتن لنكز، متصوف وأديب إنجليزي.
- 1910 - إيثيل دوريس رولنز، سياسية أمريكية.
- 1911 - محمود السباع، ممثل مصري.
- 1916 - رفائيل كالديرا، سياسي فنزويلي.
- 1917 - إيرنست بورغنين، ممثل أمريكي.
- 1924 - باروير سيفاك، شاعر ومترجم وناقد أدبي أرمني.
- 1932 - فايز حلاوة، كاتب ومخرج مصري.
- 1940 - يواخيم غاوك، رئيس ألماني.
- 1941 -
  - دانيال شيختمان، عالم مواد إسرائيلي حاصل على جائزة نوبل في الكيمياء عام 2011.
  - نايل دياموند، مغني أمريكي.
- 1942 - لودميلا سافيليفا، ممثلة سينمائية سوفييتية.
- 1943 - شارون تايت، ممثلة أمريكية.
- 1947 - ميتشيو كاكو، عالم فيزياء نظرية أمريكي ذو أصول يابانية.
- 1949 - جون بيلوشي، ممثل أمريكي.
- 1956 - معطوب الوناس، مغني جزائري.
- 1961 -
  - ناستازيا كينسكي، ممثلة ألمانية.
  - غيدو بوخفالت، لاعب ومدرب كرة قدم ألماني.
- 1963 - باسم نعيم، طبيب وسياسي فلسطيني.
- 1968 - ماري لو ريتون، لاعبة جمباز أمريكية.
- 1974 - حسان عباس، لاعب كرة قدم سوري.
- 1975 - رونالد غوميز، لاعب كرة قدم كوستاريكي.
- 1977 - ربيع القاطي، ممثل مغربي.
- 1978 - مارك هيلدريث، ممثل كندي.
- 1983 -
  - شون مالوني، لاعب كرة قدم اسكتلندي.
  - دافيدي بيونديني، لاعب كرة قدم إيطالي.
  - رواد عليو، ممثلة سورية.
- 1986 -
  - ميشا بارتون، ممثلة أمريكية.
  - مايكل كايتلي، لاعب كرة قدم إنجليزي.
- 1987 -
  - سميرة مقرون، ممثلة تونسية.
  - لويس سواريز، لاعب كرة قدم أوروغواياني.
- 1989 - غي سونغ يونغ، لاعب كرة قدم كوري جنوبي.

## وفيات
- 41 - كاليغولا، إمبراطور روماني.
- 1174 - أحمد بن علي الحسيني البغدادي، عالم مسلم وأديب وشاعر.
- 1948 - ماريا ماندل، حارسة سجن نمساوية اشتهرت بالقسوة مع سجناء الحرب العالمية الثانية.
- 1965 - ونستون تشرشل، رئيس وزراء المملكة المتحدة، حاصل على جائزة نوبل في الأدب عام 1953.
- 1972 - خالد بن محمد القاسمي، حاكم إمارة الشارقة.
- 1978 - هيرتا أوبرهاوزر، طبيبة ألمانية نازية.
- 1989 - تيد بندي، سفاح أمريكي.
- 2001 - عبد الرحمن بن علي آل الشيخ مبارك، فقيه وقاضي مالكي وشاعر سعودي.
- 2002 -
  - إيلي حبيقة، سياسي لبناني.
  - ياسر عمرو، سياسي فلسطيني.
- 2004 - عبد الرحمن المنيف، روائي سعودي.
- 2006 -
  - كريس بن، ممثل أمريكي.
  - جوزف نجار، سياسي ومهندس لبناني.
- 2012 - بيير سينيبالدي، لاعب ومدرب كرة قدم فرنسي.
- 2015 - جمعة أمين، نائب المرشد العام لجماعة الإخوان المسلمين.
- 2017 - حمزة إسكندر، مذيع وناشط إجتماعي سعودي.
- 2021 - عبلة الكحلاوي، داعية إسلامية مصرية.
- 2022 - أيبيرك بيكجان، ممثل تركي.

## أعياد ومناسبات
- يوم الطعام المدرسي في اليابان.

## وصلات خارجية
- وكالة الأنباء القطريَّة: حدث في مثل هذا اليوم.
- النيويورك تايمز: حدث في مثل هذا اليوم.
- BBC: حدث في مثل هذا اليوم.